# Unidad de desalinización impulsada por energía solar
as.
La desalinización solar produce destilados directamente en el colector solar. Un ejemplo sería un  destilador solar el cual atrapa la energía del sol para obtener agua dulce a través del proceso de evaporación y condensación. La desalinización solar indirecta incorpora sistemas de recolección de energía solar con sistemas de desalinización convencionales como la destilación instantánea de múltiples etapas, evaporación de efecto múltiple, separación por congelación u ósmosis inversa para producir agua dulce.

## Desalinización solar directa

### Destilador solar
Un tipo de unidad de desalinización solar es un destilador solar, que es similar a una trampa de condensación. Un destilador solar es una manera simple de destilar agua, usando el calor del sol para conducir una evaporación del suelo húmedo, y el aire circundante para enfriar un film de condensación. Los dos tipos básicos de destiladores solares son el de caja y el de pozo. En un destilador solar de pozo, el agua impura es contenida fuera del colector, donde es evaporada por los rayos solares a través de un plástico transparente. El vapor del agua pura se condensa con la menor temperatura dentro de la superficie de plástico y gotea desde un punto bajo ponderado, donde es recoge y se retira. El destilador de tipo caja es más sofisticado. Los principios básicos de un destilador solar son simples y efectivos, pues la destilación replica la forma en la que la naturaleza produce la lluvia. La energía del sol calienta el agua hasta el punto de evaporación. Cuando el agua se evapora, éste vapor sube y se condensa en la superficie de vidrio donde se recolecta. Este proceso remueve impurezas, tales como sales y metales pesados, y elimina organismos microbiológicos. El resultado final es un agua más limpia que la más pura agua de lluvia.

## Desalinización solar indirecta
Los sistemas de desalinización solar indirecta comprenden dos subsistemas: un sistema de captación solar y un sistema de desalinización. El sistema captación solar es utilizado ya sea para captar el calor usando colectores solares y suministrando el calor a través de un intercambiador de calor a un proceso de desalinización térmica, o para convertir la radiación solar electromagnética a electricidad usando paneles fotovoltaicos para alimentar un proceso de desalinización impulsado por electricidad.

### Ósmosis inversa impulsada por energía solar
La ósmosis es un fenómeno natural en el cual el agua pasa a través de una membrana de una concentración de solución más baja hacia una más alta. El flujo del agua puede invertido si una presión más grande que la presión osmótica es aplicada en el lado de la concentración más alta. En los sistemas de desalinización por ósmosis inversa, la presión del agua de mar es elevada sobre su presión osmótica natural, forzando al agua pura a través de los poros de la membrana hacia el lado de agua fresca. La ósmosis inversa (OI) es el proceso más común de desalinización en términos de capacidad instalada debido a su eficiencia energética superior comparada con sistemas de desalinización térmica, aunque requiere un pretratamiento extensivo. Además, parte de la energía mecánica consumida se puede recuperar del efluente de salmuera con un dispositivo de recuperación de energía.
La desalinización por ósmosis inversa impulsada por energía solar es común en plantas de demostración debido al modularidad y escalabilidad de ambos sistemas, el fotovoltaico (FV) y el de ósmosis inversa (OI). Un análisis económico detallado y una exhaustiva estrategia de optimización de desalinización OI por medio de sistemas FV fue llevada a cabo con resultados favorables. Las consideraciones económicas y de confiabilidad son los principales retos a mejorar en sistemas de desalinización por OI alimentados mediante sistemas FV. Aun así, la rápida caída en los costos de los paneles FV está haciendo a los sistemas impulsados por energía solar más factibles que nunca.
Una unidad de desalinización por ósmosis inversa impulsada por energía solar diseñada para las comunidades remotas ha sido probada en el Territorio del Norte de Australia. La "reverse-osmosis solar installation" (ROSI) (instalación solar de ósmosis inversa), utiliza filtración por membranas para proporcionar agua potable fiable y limpia proveniente de fuentes como agua subterránea salobre. La energía solar supera el normalmente alto costo de la energía operativa así como también los gases de efecto invernadero de los sistemas convencionales de ósmosis inversa. ROSI también puede remover trazas de contaminantes como el arsénico y el uranio que pueden causar ciertos problemas de salud, y minerales como el carbonato de calcio que ocasiona la dureza del agua.
La líder del proyecto Dra. Andrea Schaefer de la Facultad de Ingeniería de la Universidad de Wollongong dijo que ROSI tiene el potencial de llevar agua limpia a comunidades remotas de Australia que no tienen acceso a una fuentes de agua de una ciudad y/o la red eléctrica.
El agua subterránea (que puede contener sales disueltas u otros contaminantes) o agua superficial (que puede poseer alta turbidez o contener microorganismos) se bombea a un tanque con una membrana de ultrafiltración, la cual remueve virus y bacterias. Esta agua es apta para limpieza y aseo personal. El diez por ciento de esa agua se somete a nanofiltración y ósmosis inversa en la segunda etapa de purificación, la cual remueve sales y trazas de contaminantes, produciendo así agua potable. Una red solar fotovoltaica sigue al sol e impulsa a las bombas necesarias para procesar el agua, usando la abundante luz solar disponible en las remotas regiones de Australia que no cuentan con red eléctrica disponible.
La energía solar fotovoltaica es considerada una opción para impulsar una planta de desalinización por ósmosis inversa. La tecnoeconomía tanto en modo Autónomo y en modo híbrido Fotovoltaico-biodiésel para capacidades de 0.05 MLD a 300 MLD (millones de litros de agua salada por día) fueron examinadas por los investigadores del IIT Madras. Como un demostrador de la tecnología, una planta con capacidad de 500 litros/día ha sido diseñada, instalada y está allí operativa.

#### Almacenamiento de energía
Mientras la naturaleza intermitente de la luz solar y su intensidad variable durante el día hace desafiante al proceso de desalinización en la noche, varias opciones de almacenamiento de energía pueden ser usadas para permitir una operación de 24 horas. Las baterías pueden almacenar energía solar para uso en la noche. Los sistemas de almacenamiento de energía en forma de calor aseguran un rendimiento constante por la noche o en días nublados, mejorando eficiencia general. Alternativamente, la energía gravitacional almacenada puede ser aprovechada para proporcionar energía a una unidad de ósmosis inversa alimentada por energía solar durante las horas en las que no hay luz solar.

### Destilación de membrana impulsada por energía solar (MD)
La destilación por membrana (MD) es un proceso de separación impulsado térmicamente de soluciones acuosas que implica el transporte de moléculas de vapor a través de una membrana microporosa hidrófoba. La membrana soporta una interfaz vapor-líquido en los poros; las fuerzas de tensión superficial de la membrana hidrófoba evitan que las moléculas de líquido entren en los poros, mientras que el vapor pasa debido a una diferencia en la presión de vapor en ambos lados de la membrana que se establece mediante una diferencia de temperatura.
Existen muchas ventajas, pero la principal  es que opera a presiones más bajas que otros procesos de separación basados en membranas, ya que la fuerza impulsora no es una diferencia en la presión hidrostática y, además, opera a temperaturas más bajas que la destilación convencional, ya que no es necesario calentar los líquidos por encima de su punto de ebullición. Otra de las ventajas es la alta eficiencia en el rechazo de solutos, siendo hasta de un 100% de los componentes no volátiles. Además, con este sistema se tiene la posibilidad de obtener agua más pura y tiene la capacidad de tratar soluciones con una salinidad muy elevada. Por otro lado, existen muchos estudios teóricos pero se han instalado y analizado pocas plantas de demostración.
No existen membranas diseñadas específicamente para este proceso, así que para llevar a cabo este proceso normalmente se utilizan membranas de microfiltracion.

### Desalinización por humidificación - deshumidificación (HDH)
El método de humidificación-deshumidificación solar (HDH) es un método de desalinización de agua termal. Este consiste en la evaporación del agua de mar o agua salobre y la posterior condensación del aire húmedo generado, principalmente este proceso se lleva a cabo a presión ambiente. De esa manera, imita el ciclo natural del agua, pero en un período de tiempo mucho más corto.
Una de las principales ventajas que presenta el HDH es que utiliza componentes separados para la recolección solar, el calentamiento de agua, la evaporación y la condensación del agua. Este hecho permite que cada componente sea diseñado de forma independiente y permite una flexibilidad mayor en el diseño del ciclo termodinámico, lo que produce un GOR (Gain Output Ratio) significativamente más elevado, produciendo que el área total del recolector sea más pequeña.
Además, presenta otras ventajas como que sus componentes son relativamente simples y económicos, lo que les permite trabajar en un amplio rango de salinidad del agua de alimentación sin la necesidad de operaciones de mantenimiento complejas.
El inconveniente principal es que el sistema HDH es que los requisitos de energía térmica son relativamente altos en comparación con otras tecnologías.
Hay 4 tipos de ciclos de HDH, los cuales se pueden clasificar según se calienta el aire o el agua con energía solar y según si el circuito de aire o de agua es de circuito abierto o cerrado. Los que existen son los siguientes: el circuito de agua cerrado y caliente mientras tiene el circuito del aire está abierto; los circuitos abiertos con el del aire calentado; el circuito de aire abierto y caliente mientras el del agua está cerrado; y el circuito de aire cerrado y caliente mientras el del agua está abierto.

### Proceso flash de varias etapas (MSF)
El proceso de MSF es el proceso de desalinización más utilizado en términos de capacidad debido a su simplicidad. Además, presenta un rendimiento muy bueno y su fácil control a gran escala.
Este se compone de una serie de elementos denominados etapas. En cada una de estas se precalienta el agua del mar alimentada con vapor de condensación. Además, el sistema casi puede recuperar el calor latente si se fracciona el diferencial de temperatura entre la fuente caliente y el agua alimentada en un gran número de etapas. Por ese motivo, las instalaciones comerciales actuales están diseñadas con 10 a 30 etapas con una caída de temperatura de 2 °C por cada etapa y sus producciones típicas son de 60 a 100L/m2, dependiendo del número de etapas.
Aunque, el MSF presenta una desventaja muy clara, ya que se requieren niveles de presión precisos en las diferentes etapas y, por lo tanto, se requiere un tiempo transitorio para establecer el funcionamiento normal de la planta. Esta característica hace que el MSF sea muy complicado utilizado con energía solar, a menos que se utilicen tanques para almacenamiento térmico.

### Destilación multiefecto (MED)
La destilación de efecto múltiple consiste en un proceso de evaporación de múltiples etapas a bajas temperaturas, generalmente inferiores a 70 °C. 
El proceso consiste en rociar agua salina en los compartimentos donde el vapor fluye por dentro de los tubos. Esta cae por el tubo y se calienta produciendo su evaporación debido al calor suministrado por el vapor mientras este se condensa dentro de los tubos. El vapor latente que se producido por la evaporación del agua de mar se utiliza para evaporar el agua de mar en la siguiente etapa. Es decir, este vapor secundario generado se utiliza para generar vapor terciario a menor presión, ya que es transferido a la siguiente etapa. Esta operación se repite a lo largo de la planta de una etapa a otra.
En este proceso existe una baja diferencia de temperatura en cada etapa, ya que está limitada por el creciente punto de ebullición debido al aumento de la concentración de sal.
En cada etapa del sistema se acumula una solución de salmuera en el fondo y se va descargando, y el producto, que es el vapor de agua generado en cada etapa, se recolecta y se condensa.
Además, en este proceso se utiliza una bomba de vacío/compresor para mantener el gradiente de presión gradual dentro del recipiente eliminando los gases no condensables acumulados junto con el vapor de agua restante después de la etapa de condensación final.
Este sistema se puede combinar con energía solar mediante un concentrador solar.

## Retos de la desalinización solar
La implementación de plantas de desalinización solar impulsada por energía solar plantea varios retos que deben tenerse en cuenta. En primer lugar, el alto capital inicial es un obstáculo importante para las comunidades que desean adoptar esta tecnología, ya que requiere apoyo financiero externo para superar los altos costes iniciales asociados a la construcción y adecuación de las instalaciones. Además, la eficacia de la desalinización por energía solar depende de las condiciones meteorológicas presentes en la ubicación de la planta, ya que parámetros como la temperatura y la incidencia de la luz solar desempeñan un papel clave para su rendimiento  Por ejemplo, un cielo nublado puede reducir la cantidad de energía solar captada, lo que disminuye la capacidad de producción de agua dulce de la planta. Además, el mantenimiento de las diferentes instalaciones que conforman la planta es fundamental para obtener una operación eficiente, que permita procesar y obtener el flujo de agua esperado  De esta forma, al tratarse de una nueva tecnología, existen retos permanentes que deben abordarse para mejorar la eficiencia del proceso, para que pueda ser implementado con mayor facilidad y a gran escala. Es por esto que los factores financieros, climáticos y tecnológicos indican la complejidad de la implantación de plantas desalinizadoras alimentadas por energía solar y resalta la necesidad de desarrollar estrategias integrales de planificación y adaptación para garantizar su integración en los sistemas de producción de agua potable.

## Impacto Medioambiental
Las plantas de desalinización convencionales emiten más gases de efecto invernadero que las plantas de desalinización solar impulsada por energía solar, ya que estas no generan emisiones durante su funcionamiento. Sin embargo, las emisiones de la fabricación y la puesta en marcha se tienen en cuenta al compararlas con las plantas convencionales, en especial al evaluar su ciclo de vida. La implantación de plantas de desalinización solar plantea varios problemas medioambientales relacionados con sus procesos operativos. En primer lugar, la extracción de agua de alimentación puede causar perturbaciones y daños en los medios acuáticos y marinos. La liberación de solución salina altamente concentrada, conocida como salmuera, supone una amenaza significativa para los ecosistemas marinos cuando se vierte de nuevo en el agua, lo que provoca un aumento de la salinidad y posibles daños a la vida acuática. Además, puede producirse contaminación térmica y química de los entornos acuáticos y marinos por el vertido de concentrado de residuos y agua de refrigeración  Por otra parte, el uso del suelo para la instalación de paneles solares, infraestructuras e instalaciones relacionadas contribuyen a la alteración del hábitat, el cambio de uso del suelo y los posibles impactos adversos sobre la flora y la fauna locales  Estos múltiples impactos medioambientales evidencian la necesidad de una evaluación exhaustiva y de estrategias de mitigación en el desarrollo de este tipo de plantas desalinizadoras, para garantizar una implementación sostenible y responsable.